# Käsebrot

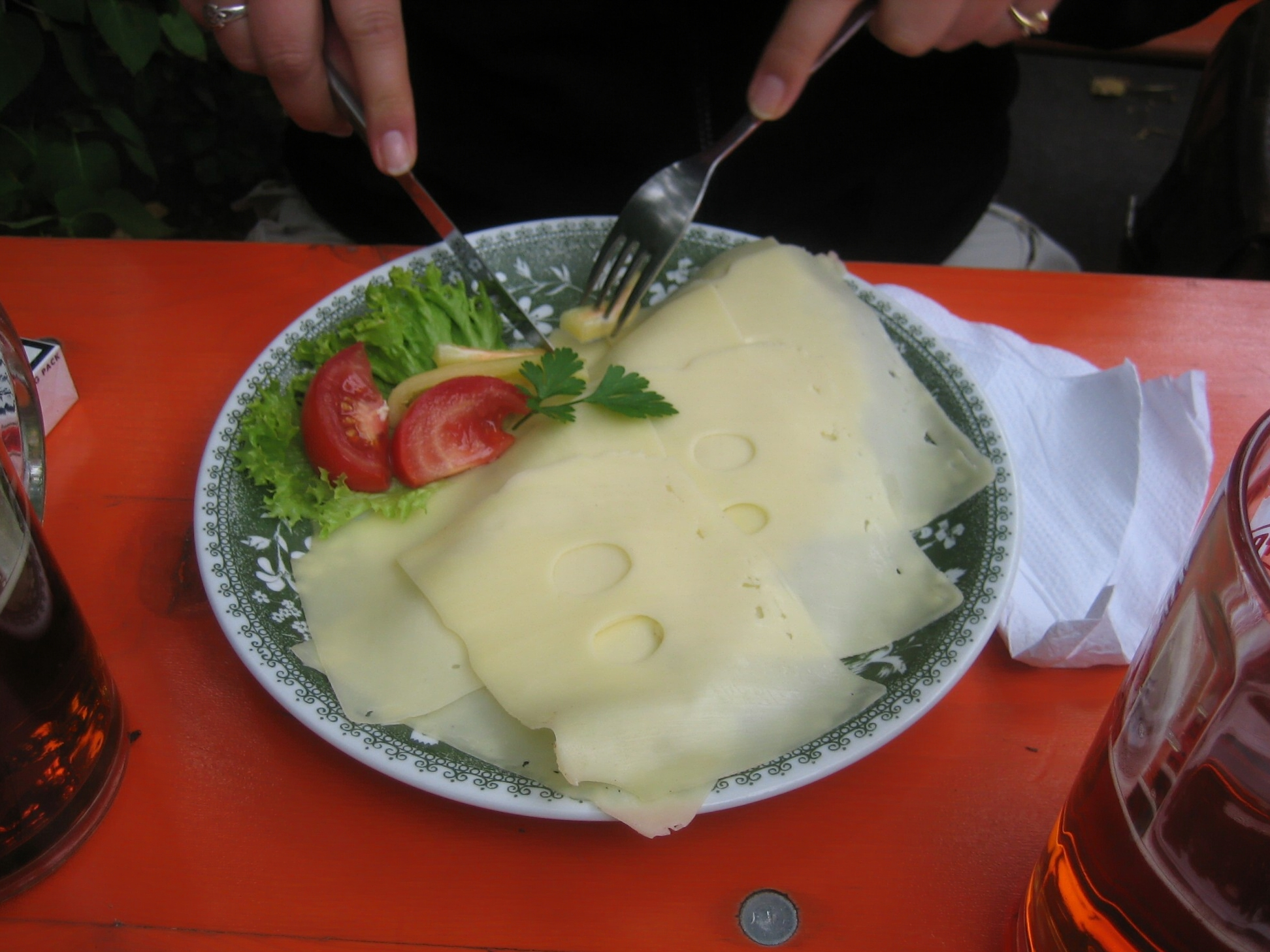
Ein Käsebrot (hier als Biergarten-Essen)

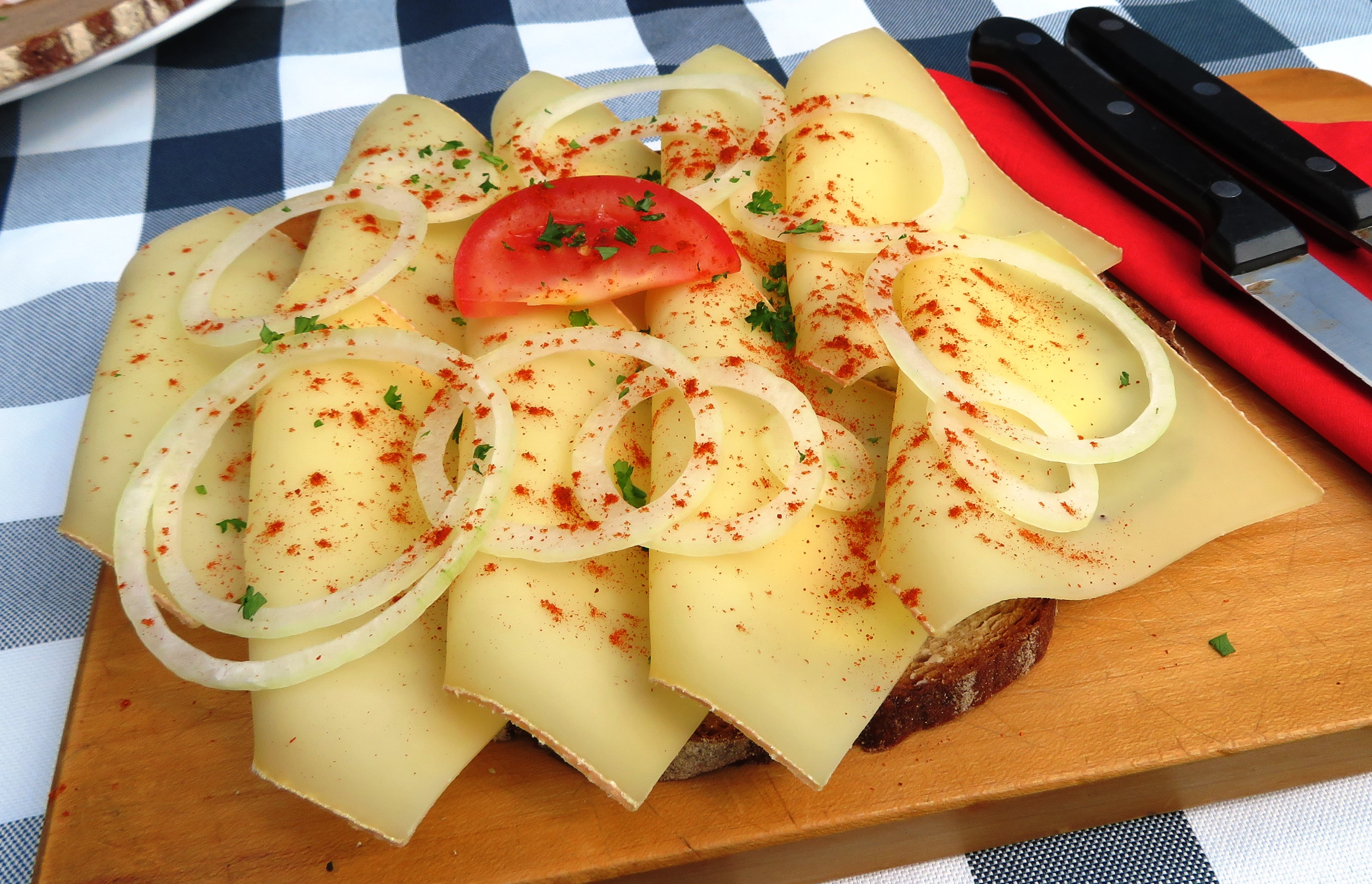
Ein Bergkäsebrot im Allgäu

Das Käsebrot gehört zu den Butterbroten und bezeichnet ein Brot mit einem Belag aus Butter und Käse, wobei man die Butter auch durch andere Unterbeläge wie Frischkäse ersetzen oder auch weglassen kann.
Das Käsebrot kann verschiedene Formen haben. Es lässt sich sowohl in der Auswahl des Brotes als auch in der Auswahl der Käsesorte unterscheiden. Meistens wird ein Mischbrot verwendet, das mit Butter bestrichen und zumeist mit Schnittkäse-Scheiben belegt wird. Dabei finden oft herzhaft schmeckende Käsesorten Verwendung, wie zum Beispiel Edamer oder Gouda oder auch ein Hartkäse wie Emmentaler. Gelegentliche Hinzufügungen sind Salatgurken-, Gewürzgurken- oder Tomatenscheiben.
Es gehört – oft auch heute noch – zum Speisenangebot von Gaststätten und Kneipen mit deutscher Küche oder Hausmannskost sowie auch von Biergärten und bewirtschafteten Schutzhütten. Eine weit verbreitete Garnitur bestand hier in zwei gekreuzten Salzstangen, einer Gurkenharfe und etwas Paprikapulver.

## Geschichte und Rezeption
Ende des 15. Jahrhunderts kam es in Holland zum Aufstand durch die sogenannten Käsebrüder – während einer Wirtschaftskrise rebellierten Bauern und Fischer gegen hohe Steuern und die Besatzungspolitik des Habsburger Statthalters. Die Aufständischen führten Käse und Brot in ihren Fahnen und symbolisierten so die Stellung dieser Lebensmittel als täglichen Grundbedarf. Käsebrot gilt von alters her als ein einfaches und sättigendes Brotgericht mit relativ hohem Energiegehalt. So erhielten zum Beispiel im 16. Jahrhundert Arbeiter und Tagelöhner oft als erste Tagesmahlzeit „früh eine Suppe und Käsebrot“.
Auch in literarischen Werken wird das Käsebrot gelegentlich im Zusammenhang mit einfacher und alltäglicher Hausmannskost verwendet; so gehört beispielsweise zur Kinder- und Hausmärchensammlung der Brüder Grimm der Schwank Das Bürle, in dem einerseits das Käsebrot als einfache – und anscheinend alleinig verfügbare – Mahlzeit eine wichtige Rolle spielt, und andererseits „verstecktes Essen“ zum „Traktieren mit Braten, Salat, Kuchen und Wein“.
Im Dezember 2006 erreichte die Single Käsebrot von Helge Schneider Platz 36 der offiziellen deutschen Charts.